# リヴァルバ
リヴァルバ（伊: Rivalba）は、イタリア共和国ピエモンテ州トリノ県にある、人口約1,200人の基礎自治体（コムーネ）。

## 地理

### 位置・広がり

#### 隣接コムーネ
隣接するコムーネは以下の通り。
- カザルボルゴーネ
- カスタニェート・ポー
- チンザーノ
- ガッシーノ・トリネーゼ
- サン・ラッファエーレ・チメーナ
- ショルツェ

## 姉妹都市
- Els Hostalets de Pierola、スペイン